# KIF Örebro DFF
KIF Örebro DFF (tidligere kaldt Karlslunds IF) er en fodboldklub fra Örebro, Sverige. De spiller i kvindernes øverste fodboldrække i Sverige, Damallsvenskan. Klubben blev etableret i 1980, men kvindernes afdeling har været en del af den oprindelige klub siden 1971.
KIF Örebro spiller deres hjemmekampe på Behrn Arena Stadion i Örebro, det er også hjemmebane for Örebro SK i herrernes øverste række, (Allsvenskan). Holdets farver er blåt og rødt.